# Robert Rabiah
Robert Rabiah es un actor, guionista y productor de cine australiano. Es mejor conocido por sus papeles de Hakim en Face to Face (2011), por el que fue nominado a un premio AACTA al Mejor Actor de Reparto en una Película y Mejor Actor en los Inside Film Awards, y como Bilal en Safe Harbour (2018) por la que estuvo nominado a los Equity Ensemble Awards.

## Carrera
En 2000, el primer papel de Rabiah fue en la película australiana Chopper, junto a Eric Bana y Vince Colosimo. Obtuvo papeles en programas de televisión, incluidos Blue Heelers, Stingers, Underbelly, Fat Tony & Co y Neighbours. En 2004, tuvo un papel menor en Under the Radar de Evan Clarry. En 2011, participó en Face To Face de Michael Rymer.
Más tarde actuó en la película de comedia romántica australiana Ali's Wedding (2018), película de acción The Shinjuku Five, serie de televisión dramática de 2018 Safe Harbour, Deadline Gallipoli, Down Under, Ciudad secreta y Below.
Otros papeles incluyen: Nick en Chopper, Dario Mancini en Fat Tony & Co, Spiro Politis en la serie Neighbours, Mehmet en Deadline Gallipoli , Mohsen en Ali's Wedding, Paul "PK" Kallipolitis en Underbelly, y Sami Almasi en Secret City.

## Filmografía

### Películas
| Año  | Título                       | Papel                | Notas                  |
| ---- | ---------------------------- | -------------------- | ---------------------- |
| 2024 | Land of Bad                  | Saeed Hashimi        |                        |
| 2023 | Tennessine                   | Nasser               |                        |
| 2022 | Trail Blazers                | Gabrielle            |                        |
| 2021 | Double or Nothing            | Eric                 |                        |
| 2020 | The Shinjuku Five            | Victor               |                        |
| 2019 | Below                        | King Ciggy           |                        |
| 2017 | Romeo                        | Benvillo Montague    |                        |
| 2017 | Fourth Wall                  | Joe                  |                        |
| 2017 | Antonio: Down Under          |                      |                        |
| 2017 | 7 Storeys Down               | Tommy                |                        |
| 2017 | Ali's Wedding                | Mohsen               |                        |
| 2016 | The Perfect Nonsense         | Dennis               |                        |
| 2016 | Down Under                   | Amir                 |                        |
| 2016 | Bubblegum                    | Ali                  |                        |
| 2015 | Feel the Love                | The Surgeon          |                        |
| 2015 | Monkey Magic                 | Sandy                |                        |
| 2015 | Blood Brothers               | Jack Knox            |                        |
| 2015 | Intikam                      | Murat                |                        |
| 2015 | Nothing to Declare           | Cantana              |                        |
| 2013 | Farid in the West            | Farid                | Cortometraje           |
| 2013 | Monkey's in Heaven           | Navin                | Cortometraje           |
| 2013 | The Further I Run            | Johnny               | Cortometraje           |
| 2011 | Boston Tommy                 | Walter Wentworth     | Cortometraje           |
| 2011 | Face to Face                 | Hakim                |                        |
| 2010 | Shadows of the Night         | New Nephew           | Cortometraje           |
| 2009 | Out                          | Joel                 | Cortometraje           |
| 2008 | Four of a Kind               | Paul                 |                        |
| 2006 | Glass                        | Hector               | Cortometraje           |
| 2005 | Death Letter                 | Guardia de prisión 1 | Cortometraje           |
| 2005 | Thin Walls                   | Steve                | Cortometraje           |
| 2005 | The Speaking Role            | Tom                  | Cortometraje           |
| 2004 | Under the Radar              | Mario                |                        |
| 2003 | Working Woman's Lie Detector | Gary                 | Cortometraje           |
| 2002 | Pros and Cons                | Vernon               | Cortometraje           |
| 2001 | Abschied in den Tod          | Detective            |                        |
| 2000 | Chopper                      | Nick                 |                        |
| 2000 | On the Beach                 | Cook Grantino        | Película de televisión |
| 2000 | The Wog Boy                  | Pietro               |                        |

### Televisión
| Año     | Título                                                      | Papel                  | Notas                                |
| ------- | ----------------------------------------------------------- | ---------------------- | ------------------------------------ |
| 2023    | Bay of Fires                                                | Reg Brown              | Serie de televisión                  |
| 2023    | Last King of the Cross                                      | Jamour Ibrahim         | Miniserie de televisión, 4 episodios |
| 2022    | Irreverent                                                  | Farah                  | Miniserie de televisión, 8 episodios |
| 2021    | Jack Irish                                                  | Mick Khoury            | Serie de televisión, 1 episodio      |
| 2020    | AussieWood                                                  | Charlie Getz           | Serie de televisión                  |
| 2020    | Informer 3838                                               | Paul 'PK' Kallipolitis | Miniserie de televisión, 1 episodio  |
| 2019    | The ShowBiz Podcast with Robert Rabiah and Joey Coley-Sowry | Self                   | Podcast                              |
| 2019    | Secret City                                                 | Sami Allmasi           | Serie de televisión, 6 episodios     |
| 2018    | Franco's World                                              | Franco                 | 5 episodios                          |
| 2018    | Safe Harbour                                                | Bilal Al-Bayiati       | Miniserie de televisión, 4 episodios |
| 2016    | Tomorrow When the War Began                                 | GDA                    | Miniserie de televisión, 3 episodios |
| 2015    | Childhood's End                                             | Empresario saudí       | Serie de televisión, 1 episodio      |
| 2015    | Deadline Gallipoli                                          | Mehmet                 | Miniserie de televisión, 2 episodios |
| 2014    | Cycles                                                      | Tom                    | Serie de televisión. 1 episodio      |
| 2014    | Fat Tony & Co.                                              | Dario Mancini          | Miniserie de televisión, 5 episodios |
| 2012    | Der Staatsanwalt                                            | Turista australiano    | Serie de televisión, 1 episodio      |
| 2011    | Killing Time                                                | Anthony Della Tranta   | Serie de televisión, 2 episodios     |
| 2008    | Underbelly                                                  | Paul 'PK' Kallipolitis | Miniserie de televisión. 2 episodios |
| 2006-07 | Thank God You're Here                                       | Invitado               | Serie de televisión. 2 episodios     |
| 1998-04 | Stingers                                                    | Varios                 | Serie de televisión. 4 episodios     |
| 2004    | Blue Heelers                                                | Yusaf Zabir            | Serie de televisión, 1 episodio      |
| 1999    | Tribe                                                       | Raoul                  | Serie de televisión, 4 episodios     |
| 1999    | Journey to the Center of the Earth                          | Hombre desagradable    | Miniserie de televisión              |
| 1999    | Neighbours                                                  | Spirio                 | Serie de televisión, 10 episodios    |